# Амосов Павло Никанорович
Павло Никанорович Амосов (1893, тепер Російська Федерація — 1942?) — радянський діяч. Член Центральної контрольної комісії ВКП(б) у 1923—1927 роках. Член президії ВЦВК.

## Життєпис
Народився в селянській родині. Закінчив технічне училище, працював робітником на чавунно-ливарному, Путиловському та Невському суднобудівному заводах у Санкт-Петербурзі.
З 1910 року — учасник революційного та профспілкового руху, брав участь у роботі РСДРП.
Член РСДРП(б) з 1917 року.
Під час Жовтневого перевороту 1917 року — представник Революційної трійки Центральної Ради фабрично-заводських комітетів Петрограда, член Президії Вищого робітничого контролю.
З грудня 1917 по 1921 рік — член першого Бюро Вищої ради народного господарства (ВРНГ) Російської Радянської Республіки (РРФСР). Був керівником надзвичайної комісії з обліку матеріального майна при Петроградській раді народного господарства. Після другого З'їзду рад обраний членом президії ВЦВК.
Одночасно у 1918 році — член колегії Петроградської губернської надзвичайної комісії (ЧК).
У 1921—1923 роках — заступник голови Північно-Західного обласного промислового бюро ВРНГ РРФСР.
Потім працював у Народному комісаріаті робітничо-селянської інспекції СРСР. Обирався членом президії та партійної колегії Ленінградської контрольної комісії.
На 1925 рік — завідувач відділу рахівництва та звітності Народного комісаріату робітничо-селянської інспекції СРСР.
Подальша доля невідома. За деякими даними був заарештований органами НКВС СРСР і репресований.